# Lankester Merrin
Lankester Merrin est l'un des personnages du roman L'Exorciste de William Peter Blatty, publié en 1971, et de son adaptation cinématographique (1973), et figure en bonne place dans plusieurs de ses films préquelles et suites. Il s'agit d'un prêtre catholique irlandais qui se double d'un archéologue accompli.

## Dans le roman
Merrin, un prêtre âgé et paléontologue, découvre, lors de fouilles en Irak, des images du démon Pazuzu (en) et subit ensuite plusieurs phénomènes inhabituels. Il avait déjà affronté le démon plusieurs années auparavant lors d'un exorcisme en Afrique. La découverte suscite sa prémonition qu'il combattra à nouveau le démon dans un pays lointain. Il n'apparaît à nouveau que bien plus tard dans le roman, lorsqu'il rejoint le protagoniste, le père Damien Karras, à Washington, D.C., pour exorciser le démon du corps d'une jeune fille (Regan MacNeil). Merrin, qui souffre d'une maladie cardiaque pour laquelle il prend de la trinitrine, décède pendant le rituel, laissant Karras terminer seul l'exorcisme. Le personnage de Merrin est vaguement basé sur l'archéologue britannique Gerald Lankester Harding, bien que dans le film, il soit joué par Max von Sydow avec un accent irlandais notable. Il a ensuite été parodié par James Woods dans le film Scary Movie 2.

## Dans les films
La représentation de Merrin dans le film L'Exorciste de 1973 est fidèle au roman. Le personnage de Merrin réapparaît dans la suite, L'Exorciste 2 : L'Hérétique (1977), dans de longs flashbacks détaillant un exorcisme qu'il a effectué en Afrique après la Seconde Guerre mondiale. Il est interprété dans les deux films par Max von Sydow. Le studio voulait initialemennt Marlon Brando pour le rôle, mais le réalisateur William Friedkin a immédiatement opposé son veto en déclarant que cela deviendrait un « film de Brando ».
Le personnage apparaît de nouveau dans deux films préquelles, L'Exorciste : Au commencement (2004)  et Dominion: Prequel to the Exorcist (2005). Les deux films revisitent les expériences de Merrin en Afrique immédiatement avant son premier exorcisme, mais chacun présente une version différente des événements et aucun des deux n'est en accord avec les événements présentés dans L'Exorciste 2 : L'Hérétique. Il est joué dans les deux films par Stellan Skarsgård.

## Autres adaptations
Dans la pièce radiophonique de 2014 sur la BBC Radio, il est joué par Ian McDiarmid.